# 2008年北京オリンピックのエベレスト登頂

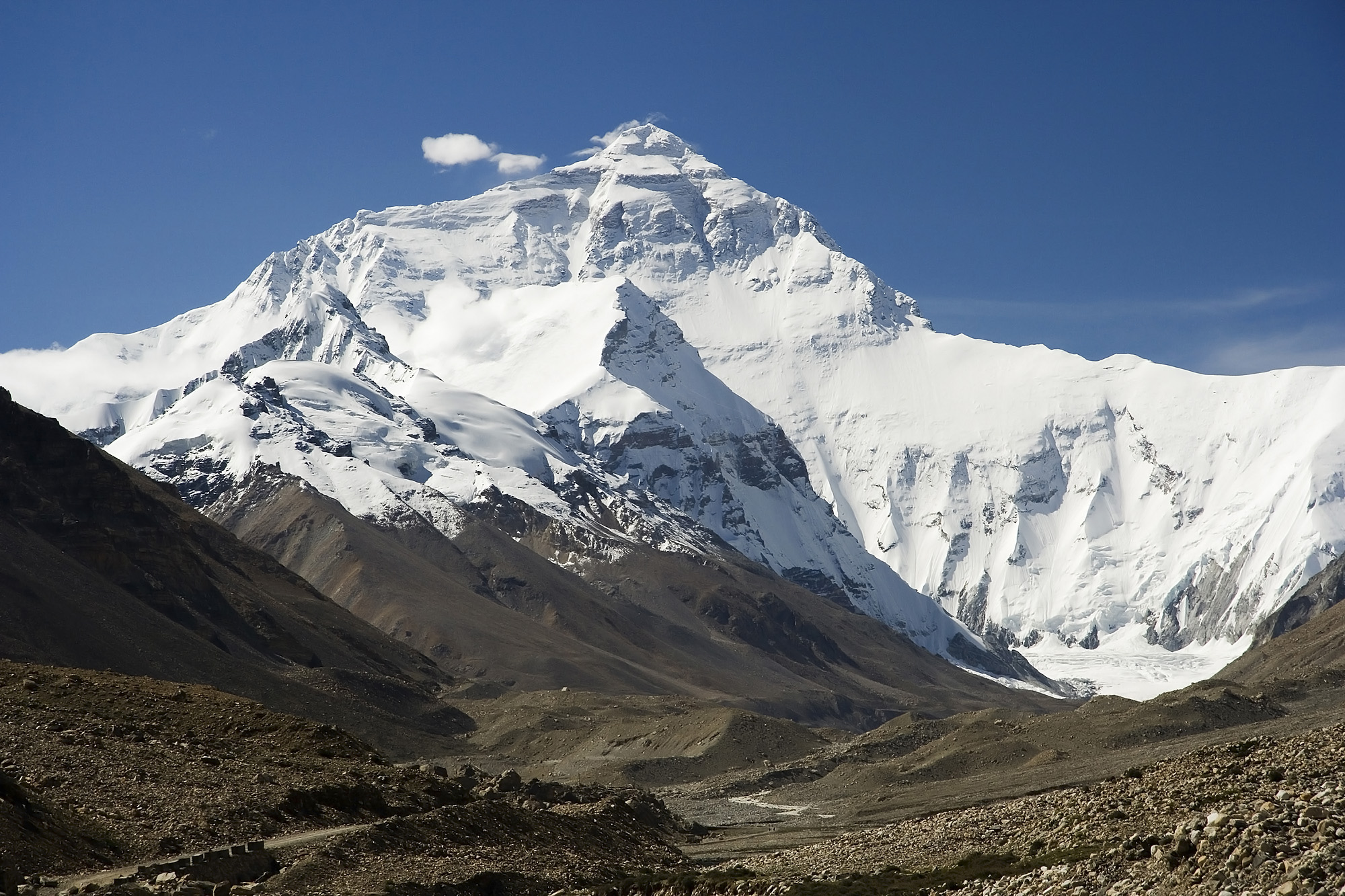
チベット側から見たエベレスト北面

2008年北京オリンピックのエベレスト登頂は、中華人民共和国で開催された2008年北京オリンピックの聖火リレーの特別ルートである。2008年5月8日朝に、聖火を持った登山隊がエベレスト山頂に到達した。

## 計画
世界最高峰に聖火を持って行くというこのルートは、メインの聖火リレーとは別ルートとして行われた。登頂自体の難しさは別にしても、聖火リレーの中で最も困難な区間となった。寒冷で風が強く酸素が薄いというエベレスト山頂でも聖火が燃焼できるようなトーチが特別に設計された。

## 準備
同年4月、中国政府は聖火リレーで使用される、チベット自治区シガツェ市からベースキャンプへの道路の改良工事を完了させた。新華社通信によれば、工期は10か月で、延長67マイルの道について道幅を広げ、平らに均してアスファルト舗装し、ガードレールを設置した。永久凍土が損なわれるという批判もあったが、中国政府は1500億人民元かけたプロジェクトで環境破壊はなかったと主張した。
中国政府は、このエベレスト登頂は国際的なスポーツマンシップと国家の誇りを示すものになると述べた。「エベレストへの聖火リレーは、リレー全体のハイライトであり、グリーンオリンピック、ハイテクオリンピック、人民オリンピックの思想をも表している」と北京市副市長の劉敬民は語った。
ネパール政府は、ジャーナリストへの通信禁止を全面的に課し、軍と警察をエベレストに駐屯させ、聖火リレーが登頂している間、親チベットデモ隊の反中国的な活動を止めるために武力を行使する許可を与えた。内務省の報道官モッド・ラジ・ドテルは、「これは、必要に応じて銃撃する可能性があることを意味する」と述べた。

## 登頂
5月8日、中国の登山チームはエベレストへの登頂に成功した。合計36人の聖火ランナーが聖火リレーに参加し、そのうち12人が8,300メートルのベースキャンプから登頂した。このリレーはCCTVの国営テレビで生中継され、世界中で放映された。山頂ではオリンピックスローガンの旗が掲げられた。最初と最後の聖火ランナーはチベット人女性の登山家だった。

## 批判
3月13日、中国政府は、チベットの活動家が聖火リレーの登頂計画を妨害しようとしているのではないかという懸念から、エベレストとチョーオユーへの世界の登山家の登頂を制限すると発表した。
ワシントンに拠点を置くチベット国際キャンペーンの代表のジョン・アッカーリーは、「北京（政府）は、チベットの領土主張を強化するために、人間の自由と尊厳のために立つべきであるオリンピックの聖火の儀式を利用している」と述べ、チベットに対する中国の支配を正当化するための試みだとして批判した。